# Mona Geijer-Falkner
Emilia Desdemona (Mona) Geijer-Falkner, ogift Geijer, född 2 januari 1887 i Hedvig Eleonora församling i Stockholm, död 3 december 1973 i Högalids församling i Stockholm, var en svensk skådespelare.

## Biografi
Geijer-Falkner studerade vid Operans balettskola 1894. Hon var engagerad vid Intima teatern 1907–1908 och 1908–1909 hos Axel Hultman, där hon uppmärksammades för sin roll som Eleonora i Påsk. Mona Geijer-Falkner var därefter engagerad hos Eric Zachrisson 1909–1910, hos Axel Bergman 1910-1911 och hos John Borgh 1911–1912. Hon hade därefter längre eller kortare engagemang vid olika teatrar i Stockholm, som Dramatiska teatern, Vasateatern, Södra teatern, Oscarteatern, Alhambrateatern och Mosebackenteatern, samt vid Folkets hus teater 1932-1941. Hon deltog även i Riksteatern och Skådebanans turnéer.
Hon var även verksam vid Tantolundens friluftsteater, samt med revyer för Emil Norlander. 
Hon filmdebuterade 1917 i Mauritz Stillers Alexander den store och kom att medverka i över hundra filmer, varav fjorton Åsa-Nisse-filmer där hon spelade Klabbarparns hustru Kristin.
Hon var 1914–1921 gift med skådespelaren Hakon Wilhelm Falkner. Geijer-Falkner är begravd på Skogskyrkogården i Stockholm.

## Filmografi
- 1917 – Alexander den Store
- 1919 – Sången om den eldröda blomman
- 1920 – Karin Ingmarsdotter
- 1921 – Körkarlen
- 1921 – En vildfågel
- 1922 – Luffar-Petter
- 1923 – Andersson, Pettersson och Lundström
- 1923 – Anderssonskans Kalle på nya upptåg
- 1924 – Unge greven ta'r flickan och priset
- 1925 – Skärgårdskavaljerer
- 1926 – Hon, Han och Andersson
- 1926 – Giftas
- 1928 – Från kyffen till hälsobostäder
- 1929 – Ville Andesons äventyr
- 1930 – Fridas visor
- 1931 – Skepparkärlek
- 1932 – Söderkåkar
- 1932 – Landskamp
- 1932 – Svarta rosor
- 1932 – Kärlek och kassabrist
- 1933 – Djurgårdsnätter
- 1933 – Lördagskvällar
- 1933 – Tvätta rätt – tvätta lätt
- 1934 – En stilla flirt
- 1934 – Flickorna från Gamla Sta'n
- 1934 – Simon i Backabo
- 1934 – Fasters millioner
- 1934 – Anderssonskans Kalle
- 1935 – Ebberöds bank
- 1935 – Swedenhielms
- 1935 – Munkbrogreven
- 1935 – Kärlek efter noter
- 1935 – Kanske en gentleman
- 1936 – Flickorna på Uppåkra
- 1936 – Han, hon och pengarna
- 1936 – 33.333
- 1936 – Ä' vi gifta?
- 1937 – Häxnatten
- 1937 – Odygdens belöning
- 1938 – Med folket för fosterlandet
- 1938 – Sigge Nilsson och jag
- 1939 – Då länkarna smiddes
- 1939 – Frun tillhanda
- 1939 – Vi på Solgläntan
- 1940 – Juninatten
- 1940 – Stora famnen
- 1941 – Det sägs på stan
- 1941 – En fattig miljonär
- 1941 – Striden går vidare
- 1941 – Uppåt igen
- 1942 – Vårat gäng
- 1942 – Jacobs stege
- 1942 – Flickan i fönstret mitt emot
- 1943 – Det brinner en eld
- 1943 – I brist på bevis
- 1943 – I mörkaste Småland
- 1944 – Skeppar Jansson
- 1944 – Räkna de lyckliga stunderna blott
- 1944 – Skogen är vår arvedel
- 1944 – Lilla helgonet
- 1945 – 13 stolar
- 1945 – Flickorna i Småland
- 1945 – Resan bort
- 1946 – Ebberöds bank
- 1946 – Kris
- 1946 – Onsdagsväninnan
- 1946 – Iris och löjtnantshjärta
- 1946 – Saltstänk och krutgubbar
- 1947 – Stackars lilla Sven
- 1947 – Pappa sökes
- 1947 – Onda ögon
- 1947 – Dynamit
- 1948 – Livet på Forsbyholm
- 1948 – Musik i mörker
- 1948 – Robinson i Roslagen
- 1948 – Nu börjar livet
- 1949 – Pappa Bom
- 1949 – Bara en mor
- 1949 – Åsa-Nisse
- 1949 – Boman får snurren
- 1950 – Loffe blir polis
- 1950 – Den vita katten
- 1950 – Anderssonskans Kalle
- 1950 – Frökens första barn
- 1950 – Sånt händer inte här
- 1950 – Medan staden sover
- 1951 – Puck heter jag
- 1952 – Kvinnors väntan
- 1952 – Kärlek
- 1953 – Sommaren med Monika
- 1953 – Åsa-Nisse på semester
- 1953 – Ogift fader sökes
- 1953 – Terras fönster nr 8
- 1954 – Gula divisionen
- 1954 – I rök och dans
- 1954 – Seger i mörker
- 1954 – Åsa-Nisse på hal is
- 1955 – Danssalongen
- 1955 – Hoppsan!
- 1955 – Bröderna Östermans bravader
- 1955 – Janne Vängman och den stora kometen
- 1955 – Luffaren och Rasmus
- 1955 – Åsa-Nisse ordnar allt
- 1956 – Sceningång
- 1956 – Ratataa
- 1956 – Åsa-Nisse flyger i luften
- 1956 – Sjunde himlen
- 1956 – Rätten att älska
- 1956 – Det är aldrig för sent
- 1956 – Litet bo
- 1957 – Åsa-Nisse i full fart
- 1957 – Räkna med bråk
- 1958 – Åsa-Nisse i kronans kläder
- 1958 – Du är mitt äventyr
- 1959 – Sängkammartjuven
- 1959 – Sköna Susanna och gubbarna
- 1959 – Lejon på stan
- 1959 – Åsa-Nisse jubilerar
- 1960 – Åsa-Nisse som polis
- 1960 – Tre önskningar
- 1961 – Åsa-Nisse bland grevar och baroner
- 1961 – Ljuvlig är sommarnatten
- 1961 – Två levande och en död
- 1962 – Åsa-Nisse på Mallorca
- 1962 – Biljett till paradiset
- 1962 – Vita frun
- 1963 – Tre dar i buren
- 1963 – Åsa-Nisse och tjocka släkten
- 1963 – Sten Stensson kommer tillbaka
- 1964 – Åsa-Nisse i popform
- 1965 – Åsa-Nisse slår till
- 1966 – Åsa-Nisse i raketform
- 1968 – Sarons ros och gubbarna i Knohult
- 1969 – Biprodukten

## Teater

### Roller (ej komplett)
| År   | Roll                     | Produktion                                                                           | Regi                          | Teater                        |
| ---- | ------------------------ | ------------------------------------------------------------------------------------ | ----------------------------- | ----------------------------- |
| 1918 | Agusta                   | Tokstollar, revy Emil Norlander                                                      |                               | Södra Teatern                 |
| 1923 | Fru Jeppesen             | Som medlem av familjen Emil Gade                                                     | John Norrman                  | Lilla Folkteatern             |
| 1926 | Augusta                  | Skärgårdsflirt Gideon Wahlberg                                                       |                               | Mosebacketeatern              |
| 1928 | Augusta                  | Skärgårdsflirt Gideon Wahlberg                                                       |                               | Mosebacketeatern              |
| 1933 | Medverkande              | Folkets gröna ängar, revy Åke Söderblom, Herr Dardanell, Sten Axelson, Gösta Chatham | Ragnar Klange                 | Folkets hus teater            |
| 1935 |                          | Filip den store Oscar Rydqvist                                                       |                               | Vanadislundens friluftsteater |
| 1935 |                          | Kvinnan väntar Artur Lundkvist                                                       | Anna Norrie Sandro Malmquist  | Folkan                        |
| 1936 | Fru Karlsson             | Känsliga Svensson Ernst Berge                                                        | Thor Modéen                   | Vanadislundens friluftsteater |
| 1937 |                          | Tre trallande trubadurer Ernst Berge                                                 |                               | Vanadislundens friluftsteater |
| 1938 |                          | Stockholmsfilurer Gideon Wahlberg                                                    | Gideon Wahlberg               | Odeonteatern, Stockholm       |
| 1939 |                          | Luftman & C:o Gideon Wahlberg                                                        |                               | Odeonteatern, Stockholm       |
| 1941 |                          | Solvallakungen Ernst Berge                                                           | Sigge Fürst                   | Vanadislundens friluftsteater |
| 1942 |                          | Sibyllan i 5:an Gideon Wahlberg                                                      | Gideon Wahlberg               | Tantolundens friluftsteater   |
| 1942 |                          | Kvinnan väntar Artur Lundkvist                                                       | Anna Norrie Sandro Malmquist  | Folkan                        |
| 1943 |                          | Fattiga friare Gideon Wahlberg                                                       | Gideon Wahlberg               | Tantolundens friluftsteater   |
| 1944 | Svägerskan               | Annie från Amörrika Sigge Fischer, Ch. Henry och Einar Molin                         | Sigge Fischer                 | Tantolundens friluftsteater   |
| 1945 |                          | Bröllop i Tanto Gideon Wahlberg                                                      | Gideon Wahlberg Werner Ohlson | Tantolundens friluftsteater   |
| 1946 |                          | Cirkus hela da'n Gideon Wahlberg                                                     | Werner Ohlson                 | Tantolundens friluftsteater   |
| 1947 |                          | Tänk om jag gifter mig med August Gideon Wahlberg och Werner Ohlson                  | Werner Ohlson                 | Tantolundens friluftsteater   |
| 1948 | Tilda Knektabalja, sköka | De vises sten Pär Lagerkvist                                                         | Alf Sjöberg                   | Dramaten                      |
| 1950 | Spanjorskan              | Julia i farten Sigge Fischer                                                         | Sigge Fischer                 | Tantolundens friluftsteater   |
| 1954 |                          | Söderkåkar Gideon Wahlberg                                                           | Gösta Jonsson                 | Vanadislundens friluftsteater |
| 1954 |                          | Thehuset Augustimånen (The Teahouse of the August Moon) John Patrick                 | Stig Olin                     | Intiman                       |
| 1960 | Mjölnerskan              | Till Damaskus, del I August Strindberg                                               | Olof Molander                 | Dramaten                      |

## Radioteater

### Roller
| År   | Roll       | Produktion                                        | Regi          |
| ---- | ---------- | ------------------------------------------------- | ------------- |
| 1951 | Tobaksfrun | Hillman & Son: Mord på löpande band Folke Mellvig | Lars Madsén   |
| 1953 | En kvinna  | Midsommar August Strindberg                       | Palle Brunius |